# Chovansjtsjina

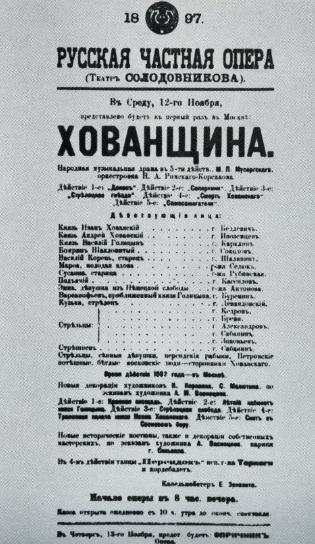
Affiche van een opvoering in 1897 in Moskou

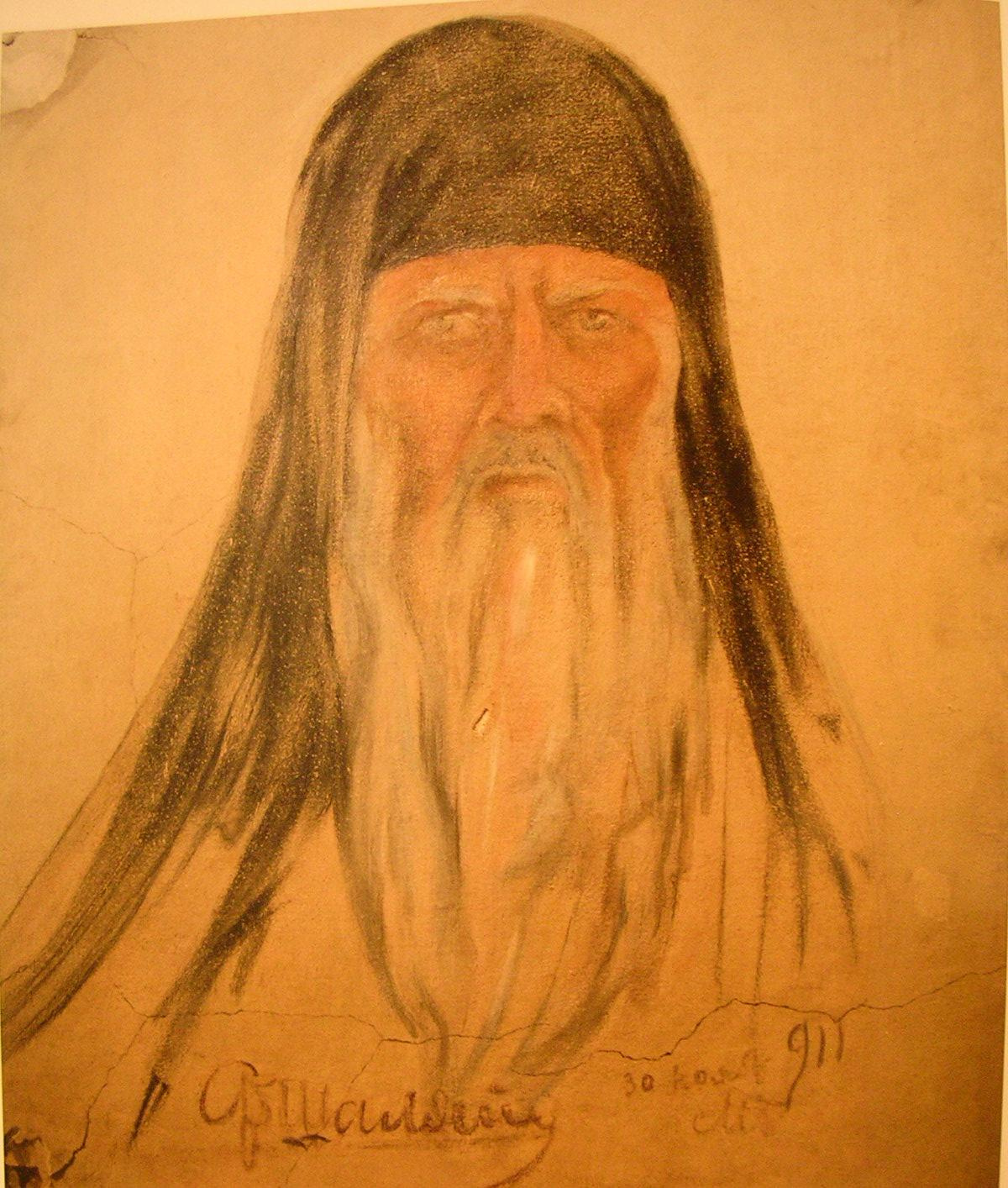
Zelfportret van Fjodor Sjaljapin in de rol van Dosifej (1911)

Chovansjtsjina ('de zaak-Chovanski') van Modest Moessorgski is een opera in vijf bedrijven, geschreven tussen 1872 en 1880 op een libretto van de componist zelf naar een idee van Vladimir Stasov.

## Inhoud

### Korte synopsis
Het half fictieve, half historische onderwerp is de machtsstrijd in Moskou aan de vooravond van het bewind van tsaar  Peter I 'de Grote'. Het verhaal speelt zich af aan het einde van de 17e eeuw. Tsaar Fjodor III van Rusland is overleden en zijn halfbroers Ivan V en Peter I zijn tot 'dubbeltsaar' gekroond. Omdat ze minderjarig zijn is hun halfzus Sofia Aleksejevna tot regentes benoemd. Zij is de 'tsarevna' naar wie in deze opera regelmatig verwezen wordt, maar omdat tsaren nooit in Russische opera's ten tonele worden gevoerd, is geen van drieën als personage op het toneel te zien.
Vorst Ivan Chovanski, het hoofd van de Strelitsen (musketiers) en zijn zoon Andrej smeden een complot om zelf aan de macht te komen. Chovanski sluit daartoe een verbond met vorst Golitsyn, de leider van het leger én de minnaar van de tsarevna, en met de Oudgelovigen, een religieuze groepering die strijdt tegen de modernisering van de liturgie van de Russisch-orthodoxe Kerk. In feite is dit een monsterverbond tussen de op macht beluste Chovanski, de vooruitstrevende maar opportunistische Golitsyn en de conservatieve, op de tradities van 'moedertje Rusland' gerichte Oudgelovigen. De opstand mislukt, Chovanski wordt vermoord, Golitsyn wordt verbannen en de Oudgelovigen, die geen uitweg meer zien, geven zich vrijwillig over aan zelfverbranding om het hemels bestaan te bereiken.

## Per bedrijf

### 1e bedrijf
Het Rode plein in Moskou, tegen zonsopgang.
De Strelitsen zijn vol trots over hun gruweldaden en gedragen zich als heersers over Moskou. De klerk krijgt in deze periode veel verzoeken om aanklachten te schrijven. De bojaar Sjakloviti dicteert hem een anonieme brief voor tsaar Peter. Daarin waarschuwt hij voor een complot dat de Strelitsen beramen onder leiding van vorst Ivan Chovanski. De namen van de verraders moet de klerk voorlezen.
Chovanski, die zich de beschermer van het volk noemt, wordt toegejuicht. Zijn zoon Andrej wil trouwen met de Duitse Emma, wier vader hij heeft gedood. Chovanski is tegen het huwelijk en ze maken openlijk ruzie. Dosifej, de leider van de Oudgelovigen, brengt Emma onder de hoede van de waarzegster Marfa, de vroegere minnares van Andrej. Hij vraagt zijn volgelingen hun geloof te respecteren.

### 2e bedrijf
Het zomerpaleis van vorst Golitsyn.
Vorst Golitsyn heeft Polen veroverd en de Bojaren overwonnen. Hij is bijgelovig en vreest dat zijn geluk niet blijvend is. Uit eigenbelang steunt hij de Duitsers in Moskou, onder wie een Lutheraanse priester. Hij vraagt Marfa hem de toekomst te voorspellen. Als ze voorspelt dat hij verbannen zal worden, geeft hij opdracht haar in een moeras te verdrinken. Hij roept de machtigste mannen van Moskou bij elkaar, onder wie Chovanski en Dosifej. Hij krijgt ruzie met Chovanski over de verdeling van de macht. Marfa weet uit het moeras te ontsnappen dankzij de hulp van de Petrovski (de troepen van tsaar Peter). In diens naam wordt door Sjakloviti een rechtszaak aangekondigd tegen de Strelitsen die beschuldigd worden van de 'Chovansjtsjina' (de opstand van Chovanski).

### 3e bedrijf
Aan de oever van de Moskva.
Een processie van Oudgelovigen loopt zingend en biddend door het gebied van de Strelitsen. Marfa, die Andrej niet kan vergeten, vindt dat hij haar liefde niet waardig is. Susanna, een fanatieke Oudgelovige vrouw, geeft te kennen dat zij deze liefde zondig vindt, maar Dosifej neemt het voor Marfa op. Hij en Sjakloviti spreken hun zorgen uit over hun vaderland, maar ze hebben ieder hun eigen benadering. Dosifej vraagt hulp aan God, terwijl Sjakloviti vooral op de wereldlijke heersers vertrouwt. De Strelitsen krijgen te horen dat de Petrovski achter hen aan zitten. Met hun families zoeken ze bescherming bij Chovanski.

### 4e bedrijf
Scène I - In het huis van vorst Chovanski.
Chovanski wil vermaakt worden met zang en dans. Varsonofjev komt hem namens Golitsyn waarschuwen dat de tsaar de Strelitsen wil laten ombrengen. Omdat Chovanski zich beledigd voelt door de waarschuwing laat hij Varsonofjev doden. Hij beveelt de Perzische slaven hem te komen vermaken. Hij wordt door Shakloviti weggelokt en terwijl hij gezangen hoort die hem eren, wordt hij vermoord. Sjakloviti buigt zich over het lijk en imiteert spottend de gezangen.
Scène II - Het plein voor de Vasili-Blashenny-Kathedraal.
Het volk leeft mee met Golitsyn, die verbannen wordt. Marfa vertelt namens Dosifej dat de tsaar van plan is de Oudgelovigen bijeen te drijven en te vermoorden. Andrej, die dit niet weet, zoekt Emma, van wie hij denkt dat Marfa haar verborgen houdt. De Strelitsen worden naar de executieplaats geleid. Op het laatste moment krijgen ze pardon van de tsaar.

### 5e bedrijf
Een kluizenaarswoning in het bos.
De Oudgelovigen, die zich hier hebben verzameld, worden omsingeld door de Petrovski. Omdat Dosifej beseft dat de toestand onherroepelijk is, wil hij een collectieve zelfverbranding. Marfa ontfermt zich over Andrej, die nog steeds Emma zoekt. Dosifej geeft het sein voor de zelfverbranding van de Oudgelovigen.

## Rolverdeling
- Vorst Ivan Chovanski, commandant van de Strelitsen (bas)
- Vorst Andrej Chovanski, zijn zoon (tenor)
- Vorst Vasili Golitsyn (tenor)
- Dosifej, leider van de Oudgelovigen (bas)
- Fjodor Sjakloviti, bojaar (bas-bariton)
- Marfa, waarzegster, een Oudgelovige (mezzosopraan)
- Susanna, een Oudgelovige vrouw (sopraan)
- De klerk (tenor)
- Emma, een Duits meisje (sopraan)
- De priester (bariton)
- Varsonofjev, een bewaker van Golitsyn (bariton)
- Kuzka, een Strelits (tenor)
- Stresjnev, een Bojaar (tenor)
- Gemengd koor: Strelitsen, Oudgelovigen, Perzische slaven en slavinnen van vorst Chovanski, het volk van Moskou

## Voltooiingen
Toen Moessorgski in 1881 overleed was de opera onvoltooid. Vooral aan de instrumentatie moest nog veel gebeuren. Om Chovansjtsjina toch te kunnen opvoeren, hebben diverse gerenommeerde Russische componisten voltooide versies gemaakt. Daarvan wordt meestal die van Dmitri Sjostakovitsj uit 1959 gebruikt.

### Rimski-Korsakov (1886)
Moessorgski's vriend en collega-componist Nikolaj Rimski-Korsakov, medelid van 'Het Machtige Hoopje', voltooide de opera. In februari 1886 vond de première plaats in Sint-Petersburg. In de decennia die volgden is het werk regelmatig in deze versie opgevoerd, zowel in Sint-Petersburg als in Moskou.

### Stravinsky (1913)
In 1913 schreef Igor Stravinsky in samenwerking met Maurice Ravel orkestraties en arrangementen voor delen van Chovansjtsjina (WBIV), omdat Sergej Diaghilev, die de opera in Parijs op de planken wilde brengen, niet tevreden was met Rimski-Korsakovs behandeling van het werk. Begin 1913 gaf hij Stravinsky opdracht voor een instrumentatie van de delen die Rimski-Korsakov had weggelaten omdat Moessorgski de orkestratie niet had voltooid, en voor een slotkoor waarvan Moessorgski alleen het thema had aangegeven, een authentiek Russisch lied. Stravinsky sprak met Diaghilev af dat hij de aria van Sjakloviti in akte 3 zou orkestreren en een aantal andere delen en het slotkoor zou schrijven, en Ravel de rest.
Als basis diende Rimski-Korsakovs versie. Die van Moessorgski zelf werd pas in 1931 gepubliceerd. Dat Stravinsky het werk van zijn leraar Rimski-Korsakov zou verbeteren leidde in Rusland tot de opmerking "dat de versie van Rimski-Korsakov voor het westen niet goed genoeg was". In zijn autobiografie was Stravinsky later zelf kritisch over zijn eigen resultaat, dat hij nog heterogener vond dan dat van Rimski-Korsakov. Hij had zich altijd verzet tegen herarrangementen van een creatie van iemand anders en dat werd alleen maar versterkt bij een componist die "zo bewust en verzekerd te werk ging als Moessorgski".
Stravinsky's nieuwe slotkoor werd bij de première op 5 juni 1913 en de aansluitende opvoeringen in het Théâtre des Champs-Élysées niet gezongen, omdat Fjodor Sjaljapin de rol van Dosifej alleen maar wilde zingen in de versie van Rimski-Korsakov.
Stravinsky gaf het notitieboek met de originele schetsen in 1913 aan de muziekcriticus Michel Dimitri Calvocoressi, die in 1908 een monografie over Moessorgski had gepubliceerd. Het originele manuscript van de orkestpartituur bevindt zich in een privéverzameling in Europa. Het slotkoor, gepubliceerd in 1914, is het enige onderdeel van de versie-Stravinsky dat soms wordt uitgevoerd.

### Sjostakovitsj (1959)
Dmitri Sjostakovitsj maakte in 1959 een nieuwe versie van Chovansjtsjina, die in 1960 voor het eerst werd opgevoerd. Ontevreden met de vele wijzigingen en toevoegingen van Stravinsky keerde hij terug naar het origineel van Moessorgski, waarvan de autograaf in 1931 was uitgegeven. Sindsdien wordt doorgaans de versie van Sjostakovitsj gebruikt, omdat die geacht wordt Moessorgski's origineel het dichtst te benaderen.